# Кріогідрат
Кріогідра́т (рос. криогидрат,англ. cryohydrate, нім. Kryohydrat m) — евтектична суміш кристалів льоду і кристалів солі (або солей), яка плавиться з утворенням розчину того самого складу, що й суміш; точка замерзання такого розчину — найнижча серед водних розчинів тієї самої солі.
Кріогідрат — кристалічна тверда речовина постійного складу та певної точки замерзання, яка отримується заморожуванням насиченого розчину і містить таке ж співвідношення розчиненої речовини та розчинника, яке було в насиченому розчині